# Ungesättigte Polyesterharze
Ungesättigte Polyesterharze (UP-Harze) sind Kunstharze und dienen der Herstellung von Formteilen oder Verbundwerkstoffen. Sie sind 60 bis 70%ige Lösungen von ungesättigten Polyestern in einem Vinylmonomer, meist Styrol.
Härtung der UP-Harze erfolgt über eine radikalische Kettenpolymerisation, wobei sich ein vernetztes Copolymer aus dem Polyester und dem Vinylmonomer bildet und zu einem Duroplast führt. UP-Harze zählen zu den Reaktionsharzen, da bei der Härtung kein Kondensat freigesetzt wird.

## Herstellung

### Lineare Polyester
Die Polyester werden durch Umsetzung von Diolen und Dicarbonsäuren oder deren Anhydriden gewonnen. Die C=C-Doppelbindungen werden durch Verbindungen wie Fumarsäure, Maleinsäureanhydrid, Tetrahydrophthalsäure eingebracht. Dicarbonsäuren oder deren Anhydride ohne C=C-Doppelbindung, wie Phthalsäureanhydrid, Isophthalsäure oder Adipinsäure dienen zur Regulierung des ungesättigten Anteils im Produkt. Als Diole werden Monomere wie 1,2-Propandiol, Ethylenglycol, Diethylenglycol, 1,3-Butandiol, 1,4-Butandiol, Neopentylglycol und hydriertes Bisphenol A eingesetzt.
Die linearen und unvernetzten Polyester werden durch Polykondensation bei 150 bis 200 °C hergestellt, wobei das abgespaltete Wasser abdestilliert wird. Die mittlere molare Masse liegt typischerweise bei 3000 bis 4000 g/mol.

### Vinylmonomer
Die noch warmen Polyester werden in 30 bis 40 % Monomeren mit Vinylgruppe gelöst. Als Monomer wird meist Styrol, aber auch Methacrylsäuremethylester oder Diallylphthalat verwendet. Dem mehr oder minder viskosem Produkt können noch Additive, wie Beschleuniger für die Härtung oder Paraffine zur Hemmung der Verdampfung des Monomers während der Härtung zugesetzt werden.

## Härtung
| Peroxid-Initiatoren     |
| Methylethylketonperoxid |
| Dibenzoylperoxid        |

Nach Zusatz von 1 bis 4 % eines Peroxid-Initiator setzt eine radikalische Copolymerisation zwischen dem Vinylmonomer (hier Styrol) und dem mehrfach ungesättigten Makromolekülen ein. An den ehemaligen Doppelbindungen bilden zwei bis drei Styroleinheiten die Verknüpfungen zu benachbarten Makromolekülen aus.

Allgemeine Struktur eines gehärteten UP-Harzes.
Als Initiatoren werden Verbindungen, wie Dibenzoylperoxid und Methylethylketonperoxid eingesetzt. Bei der sogenannten Warmhärtung startet die Polymerisation erst bei 60 bis 100 °C. Durch Zusatz von Beschleunigern, wie Cobaltsalze von Fettsäuren und tertiären Aminen setzt die Reaktion schon bei Raumtemperatur ein (Kalthärtung). Auch bei der Kalthärtung verläuft die Kettenpolymerisation natürlich exotherm. Mit Photoinitiatoren ist auch eine UV-Härtung möglich. Bei der Härtung kommt es zu einem Volumenverlust von 5–9 %, der mit dem Gehalt an Doppelbindungen steigt.
|                                                            |                                             | \| {\displaystyle \mathrm {ROOH\ +\ Co^{2+}} } \| {\displaystyle \mathrm {\longrightarrow } } \| {\displaystyle \mathrm {\ RO^{\bullet }+\ OH^{-}\ +\ Co^{3+}} } \| \| {\displaystyle \mathrm {ROOH\ +\ Co^{3+}} } \| {\displaystyle \mathrm {\longrightarrow } } \| {\displaystyle \mathrm {\ ROO^{\bullet }+\ H^{+}\ +\ Co^{2+}} } \| \| \| \| \| \| {\displaystyle \mathrm {2\ ROOH} } \| {\displaystyle \mathrm {\longrightarrow } } \| {\displaystyle \mathrm {ROO^{\bullet }\ +\ RO^{\bullet }\ +\ H_{2}O} } \| |
| Bildung von Radikalen durch Reaktion mit tertiären Aminen. |                                             | Co2+/Co3+-Redoxreaktionen wirken als Sikkativ. |
| {\displaystyle \mathrm {ROOH\ +\ Co^{2+}} }                | {\displaystyle \mathrm {\longrightarrow } } | {\displaystyle \mathrm {\ RO^{\bullet }+\ OH^{-}\ +\ Co^{3+}} } |
| {\displaystyle \mathrm {ROOH\ +\ Co^{3+}} }                | {\displaystyle \mathrm {\longrightarrow } } | {\displaystyle \mathrm {\ ROO^{\bullet }+\ H^{+}\ +\ Co^{2+}} } |
|                                                            |                                             | |
| {\displaystyle \mathrm {2\ ROOH} }                         | {\displaystyle \mathrm {\longrightarrow } } | {\displaystyle \mathrm {ROO^{\bullet }\ +\ RO^{\bullet }\ +\ H_{2}O} } |

## Eigenschaften
Ohne Zuschläge ist das gehärtete Harz glasklar, spröde und hat eine gute Kriechstromfestigkeit. Die Anwendungsgrenze liegt je nach Typ bei 100 bis 185 °C und die Dichte bei 1,17 bis 1,26 g/cm3. Wichtiger und üblicher Füllstoff sind Glasfasern.

## Anwendung
- Laminate
  - Fahrzeugindustrie: Karosserien, Körper von Booten und Sportflugzeugen
  - Silos, Behälter für Heizöl und Rohrleitungen für Abwasser

- Formmassen
  - Elektronik: Schalter- und Steckerteile, Gerätegehäuse
  - Bauteile für Fahrzeuge

- Gießharze
  - Einbettungen von elektrischen Bauelementen, Isolatoren